# Restrepo (Valle del Cauca)
Pour les articles homonymes, voir Restrepo.
Restrepo est une municipalité située dans le département de Valle del Cauca, en Colombie.